# Vecin (țăran)
Vecin este numele sub care era cunoscut țăranul dependent (cu persoana și cu bunurile sale) de boier în Principatul Moldovei, între secolele XVI și XVIII. 
Condiția juridică a vecinilor se apropia uneori de cea a sclavilor. Accentuarea dependenței personale a vecinilor i-a pus în mod frecvent pe aceștia la discreția stăpânilor de moșii. Vecinii erau trecuți în inventarul moșiei, puteau fi înstrăinați împreună cu moșia ori separat, puteau fi lăsați moștenire și ca zestre urmașilor.

## Istorie

### Instaurare
Data precisă a instaurării veciniei în Moldova este necunoscută dar se presupune că după moartea lui Ștefan cel Mare, prin anii 1520.

### Desființare
Desființarea instituției veciniei a avut loc în cadrul adunării obștești din 6 aprilie 1749, pe timpul domniei lui Constantin Mavrocordat. 
Hotărârea astfel "poruncea":
„La șase zile a lui Aprilie, joi într-a doua săptămână după Paști, fiind noi cu toții adunați, atât partea bisericească cât și boerească și altă obște în mănăstirea Trisfetitelor, la scosul Sfintelor Moaște, s-au făcut Sobor de întrebăciune acestor pricini mai sus arătate. La care cu toții cu glas am răspuns mărturisind adevărat că vecinii robi nu sunt, nici se stăpânesc cu nume de robie… că vecin va să zică sătean mijlocaș fără de moșie atâta numai că din sat nu este volnic ca să iasă.”